# Newton Cardoso
Newton Cardoso (Brumado, Bahia, 22 de mayo de 1938-Belo Horizonte, Minas Gerais, 2 de febrero de 2025) fue un empresario y político brasileño. Afiliado al Movimiento Democrático Brasileño, fue vicegobernador y gobernador de Minas Gerais entre 1987 y 1991, y diputado federal en tres oportunidades.

## Primeros años y educación
Hijo de Ápio Cardoso da Paixão y Adélia da Silva Cardoso, Newton formó parte de una familia de 15 hijos.
Completó el curso científico en el Colegio Anchieta, en Belo Horizonte, en 1959. Comenzó, pero no concluyó, el curso de Sociología, Política y Administración Pública en la Facultad de Ciencias Económicas (FaCE) de la Universidad Federal de Minas Gerais (UFMG). Luego ingresó en la Facultad de Derecho de la entonces Universidad Católica de Minas Gerais (UC-MG), de la que se graduó en 1966. En esa época, Newton adquirió el comedor de la UC-MG, habiéndolo donado a la universidad cuando aún era alumno.
Llegó a Belo Horizonte a los 16 años para trabajar en Magnesita SA, una industria situada en Brumado, con fábrica en Contagem, Minas Gerais.

## Carrera política

### Alcalde de Contagem
Se presentó como candidato a la alcaldía de Contagem en 1967, perdiendo ante Sebastião Camargos. En las elecciones municipales de 1972 se presentó de nuevo, obteniendo 12.800 votos, entonces el 70% del electorado del municipio.
Nuevamente candidato a la alcaldía de Contagem en 1982, fue elegido con el 92% de los votos. Según los periódicos de la época, Newton reorganizó la administración de la ciudad en poco más de 15 meses.

### Diputado federal
Newton Cardoso fue elegido diputado federal por el MDB con 135.900 votos, siendo el más votado por el partido en Brasil y el segundo más votado en Minas Gerais.
En su segundo mandato como diputado federal, obtuvo 179.169 votos, lo que consolidó el prestigio de Newton ante el gobierno federal.

### Gobernador de Minas Gerais
Al acercarse el final de su segundo mandato como alcalde de Contagem, lanzó su candidatura a gobernador de Minas Gerais. Sin embargo, a medida que se acercaba la convención del PMDB, cuatro nombres se presentaron buscando la nominación del partido: Carlos Alberto Cotta, Leopoldo Pacheco Bessone, Ronan Tito de Almeida y João Pimenta da Veiga. Este último, portavoz de la llamada “ala progresista”, era el único en condiciones de enfrentarse a él mediante los votos. Sin embargo, en vísperas de la convención, el gobernador Hélio García nominó al presidente regional del PMDB, Joaquim de Melo Freire, como su candidato. Pocas horas después de la nominación, Melo Freire renunció a su candidatura. Discreta, la articulación política fue suficiente, sin embargo, para convertir a Newton Cardoso, que predicaba la no descentralización del partido, en el candidato oficial del PMDB.

## Causas judiciales

### Activos declarados
El 19 de enero de 2009, el periódico O Globo informó que el patrimonio de Newton estaba valorado entre 2.500 y 3.000 millones de reales, incluyendo más de 100 granjas, aviones, propiedades, cuentas en paraísos fiscales y un hotel en París. Dicho patrimonio era doscientas veces mayor que el declarado ante el Tribunal Electoral durante su campaña al Senado tres años antes.

### Papeles de Panamá
Newton fue mencionado en la lista de brasileños con cuentas en Panamá de Mossack Fonseca, conocida como los Papeles de Panamá.